# 多鱗狼牙脂鯉
多鱗狼牙脂鯉（学名：Acestrorhynchus altus）為輻鰭魚綱脂鯉目脂鯉亞目狼牙脂鯉科的其中一個種，分布於南美洲阿根廷亞馬遜河流域，體長可達23.3公分，棲息在河川底中層水域，生活習性不明。